# Mãi dâm
Mãi dâm, hay mua dâm, là hành động dùng tiền bạc, vật chất hay quyền lợi để đổi lấy các hoạt động tình dục ngoài hôn nhân. Đây là một hành động bất hợp pháp ở nhiều nơi trên thế giới.

## Từ nguyên
"Mãi dâm" (買淫) thường bị nhầm với "mại dâm" (賣淫). Theo nghĩa chữ Hán, "mãi" (買) là "mua", "mại"(賣) là "bán", do đó "mãi dâm" là hành vi mua dâm, người mua dâm là "khách mãi dâm". người bán dâm là "người mại dâm".
Một trường hợp nhầm lẫn tương tự là khuyến mại và khuyến mãi.

## Lịch sử
Ngay từ thời xa xưa, mãi dâm đã có, xuất phát từ nhu cầu giải quyết sinh lý hoặc tâm lý "ham của lạ" của đàn ông, và tâm lý thích nương tựa vật chất nơi một số phụ nữ kém cỏi hoặc muốn kiếm tiền nhanh chóng. Nó luôn luôn gắn liền với hoạt động mại dâm.

## Sức khỏe
Ngay cả khi có sử dụng các biện pháp an toàn tình dục thì khả năng mắc bệnh hoa liễu khi mua bán dâm vẫn rất cao. Ví dụ, dù có sử dụng bao cao su, tỉ lệ rủi ro lây nhiễm bệnh vẫn vào khoảng 8-9% (do rách, tuột hoặc do tinh dịch thẩm thấu qua màng cao su).. Đặc biệt, dù có sử dụng bao cao su, nguy cơ lây nhiễm HIV/AIDS trong mỗi lần quan hệ vẫn lên tới 15-33% vì kích thước virus rất nhỏ, có thể xâm nhập được qua bao cao su (nếu bao chất lượng thấp thì tỷ lệ lây nhiễm còn cao hơn nữa).. Điều này càng trở nên nguy hiểm khi nhiều người lầm tưởng rằng sử dụng bao cao su thì sẽ ngăn ngừa được tuyệt đối nguy cơ lây nhiễm bệnh.
Bên cạnh đó, nhiều bệnh như Chlamydia, viêm gan, nấm, sùi mào gà... lây nhiễm rất phức tạp qua cả đường miệng, quần áo, khăn tắm, ga đệm... nên bao cao su cũng không thể phòng tránh. Nhiều bệnh như lậu mủ, Herpes sinh dục, HPV... dù không chết người nhưng cũng không thể chữa khỏi, sẽ để lại di chứng lâu dài và nặng nề (nhất là khi mang thai sẽ lây cho đứa con).
Kết quả nghiên cứu năm 2001 ở Việt Nam cho biết 51% gái mại dâm nghiện ma túy và 27% bị nhiễm HIV, chưa kể các bệnh khác như viêm gan, bệnh lậu, giang mai... Theo Cục Phòng chống TNXH Hà Nội, ở đây có khoảng 7.000 gái mại dâm, trong đó 2.000 là gái đứng đường, 80% số này nghiện ma tuý và nhiễm HIV. Đáng báo động, do tâm lý buông xuôi khi biết mình đã nhiễm bệnh, tỷ lệ gái mại dâm sử dụng bao cao su ở nhóm gái mại dâm nhiễm HIV chỉ có 23,3%.. Theo thống kê của Bộ Y tế, năm 2000 chỉ có 25.000 khách làng chơi nhiễm HIV từ gái bán dâm nhưng 5 năm sau đó đã lên tới 60.000.

## Các điểm mãi dâm nổi tiếng trên thế giới
- Khu đèn đỏ Geylang: Là một địa điểm rất nổi tiếng ở Singapore. Tại đây có nhiều đường có tên hoặc đánh số như đường số 6, đường số 8... có rất nhiều gái mại dâm đứng đường công khai, đủ các quốc tịch, chủ yếu là châu Á. Khu Geylang rất rộng lớn. Có sẵn nhiều khách sạn. Cảnh sát Singapore không cấp phép song vẫn ngầm cho tồn tại khu này, chỉ thỉnh thoảng mới tiến hành truy quét[8]. Từ đường 12 đến đường 30 là khu vực có các nhà chứa được cấp phép hợp pháp. Gái mại dâm ngồi trong các lồng kính trong nhà vẫy chào khách vào viếng thăm. Khu vực hợp pháp có giấy phép luôn được cảnh sát bảo vệ và tuân thủ quy định kiểm tra sức khỏe thường xuyên của chính phủ Singapore. Việc truy quét của cảnh sát chỉ diễn ra đối với đối tượng đứng đường bất hợp pháp mà thôi.
- Phố đèn đỏ ở Seoul (Hàn Quốc): tồn tại bất hợp pháp. Cảnh sát Hàn Quốc đã tiến hành một loạt các cuộc truy quét khắp cả nước kể từ khi luật chống mại dâm mới với những hình phạt nặng hơn được thông qua năm 2004.[9]
- Bangkok: có ở rất nhiều nơi, dưới danh nghĩa các điểm body massage.

## Mãi dâm tại Việt Nam
Mãi dâm cũng như mại dâm tại Việt Nam bị cho là tệ nạn xã hội, là bất hợp pháp. Hành vi mua dâm sẽ bị phạt tiền từ 500.000 đồng đến 1.000.000 đồng. Trường hợp mua dâm nhiều người cùng một lúc sẽ bị phạt nặng hơn, từ 2.000.000 đồng đến 5.000.000 đồng.